# Chevry, Ain

Chevry este o comună în departamentul Ain din estul Franței.